# Wonougba
Wonougba est une localité située au sud du Togo, dans la Région maritime et la préfecture du Zio, à 91 km de la capitale Lomé.

## Climat
Wonougba possède un climat de savane de type Aw selon la classification de Köppen, avec une température moyenne annuelle de 27,3 °C et des précipitations d'environ 692,3 mm par an, plus importantes en été qu'en hiver.

## Population
Le nombre d'habitants est estimé à 1 800.

## Économie
Le village vit principalement de l'agriculture.

## Infrastructures
Wonougba est doté d'une école primaire publique, d'un collège d’enseignement général (CEG) et d'une unité de soins primaires (USP).

École de Wonougba
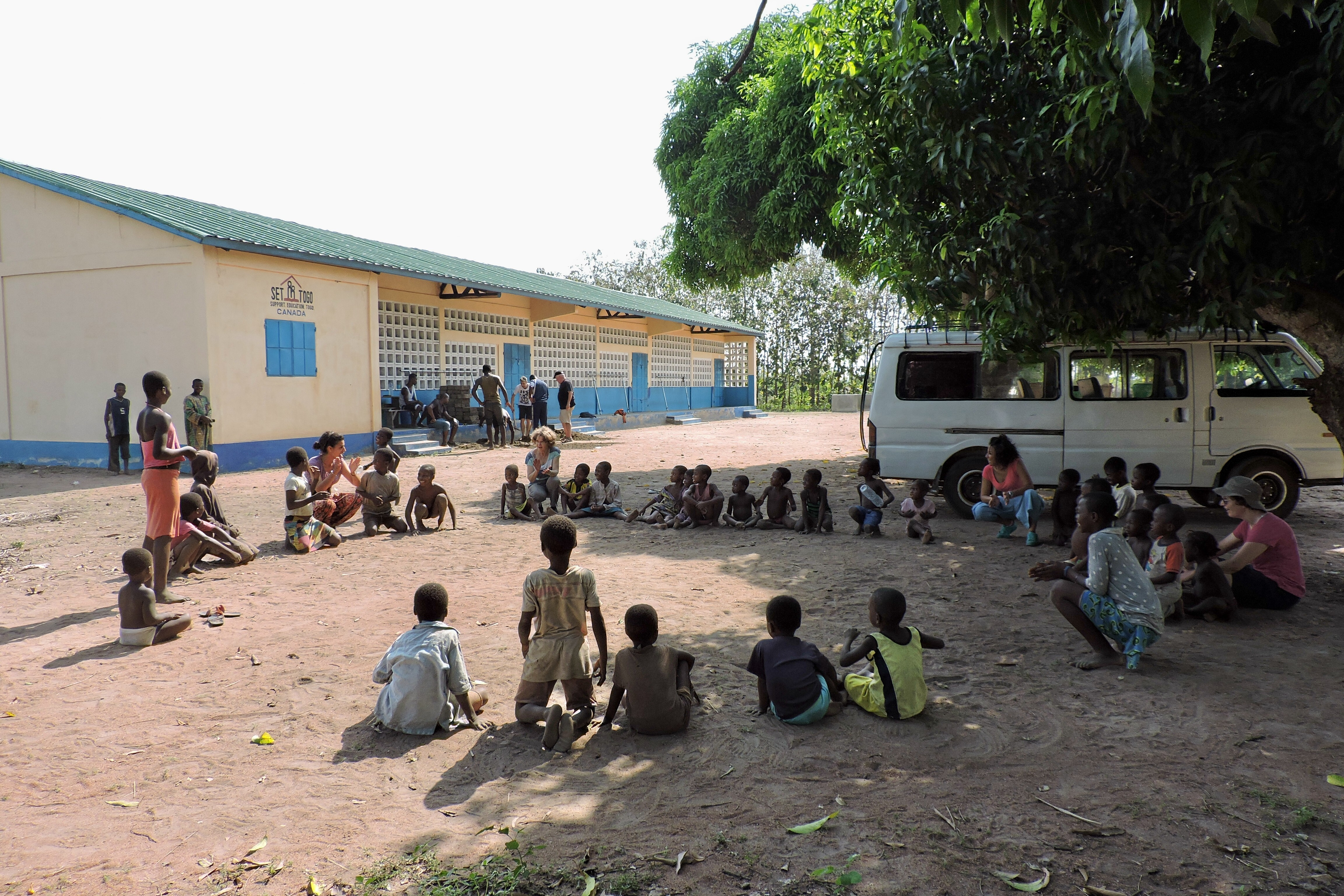
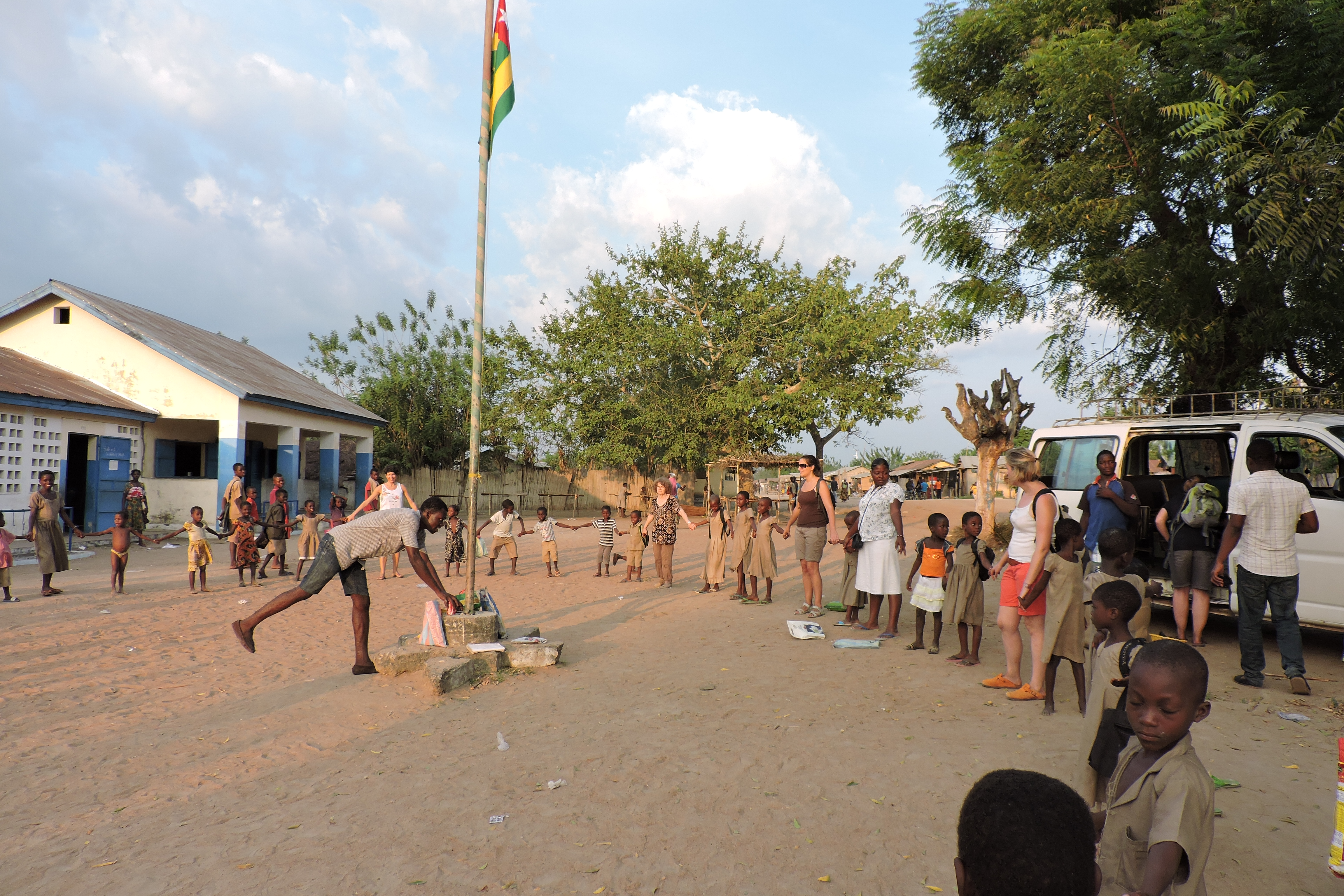
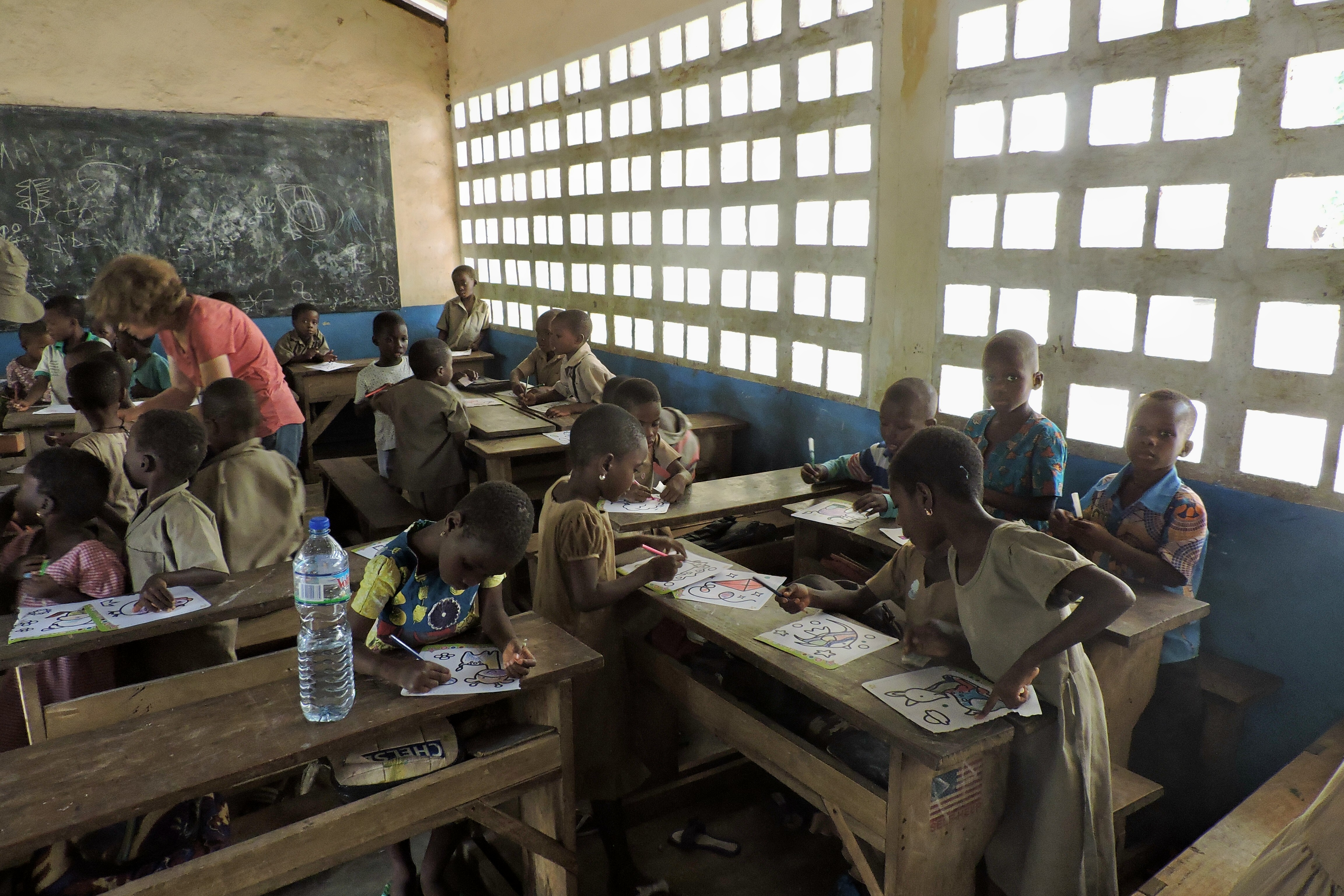
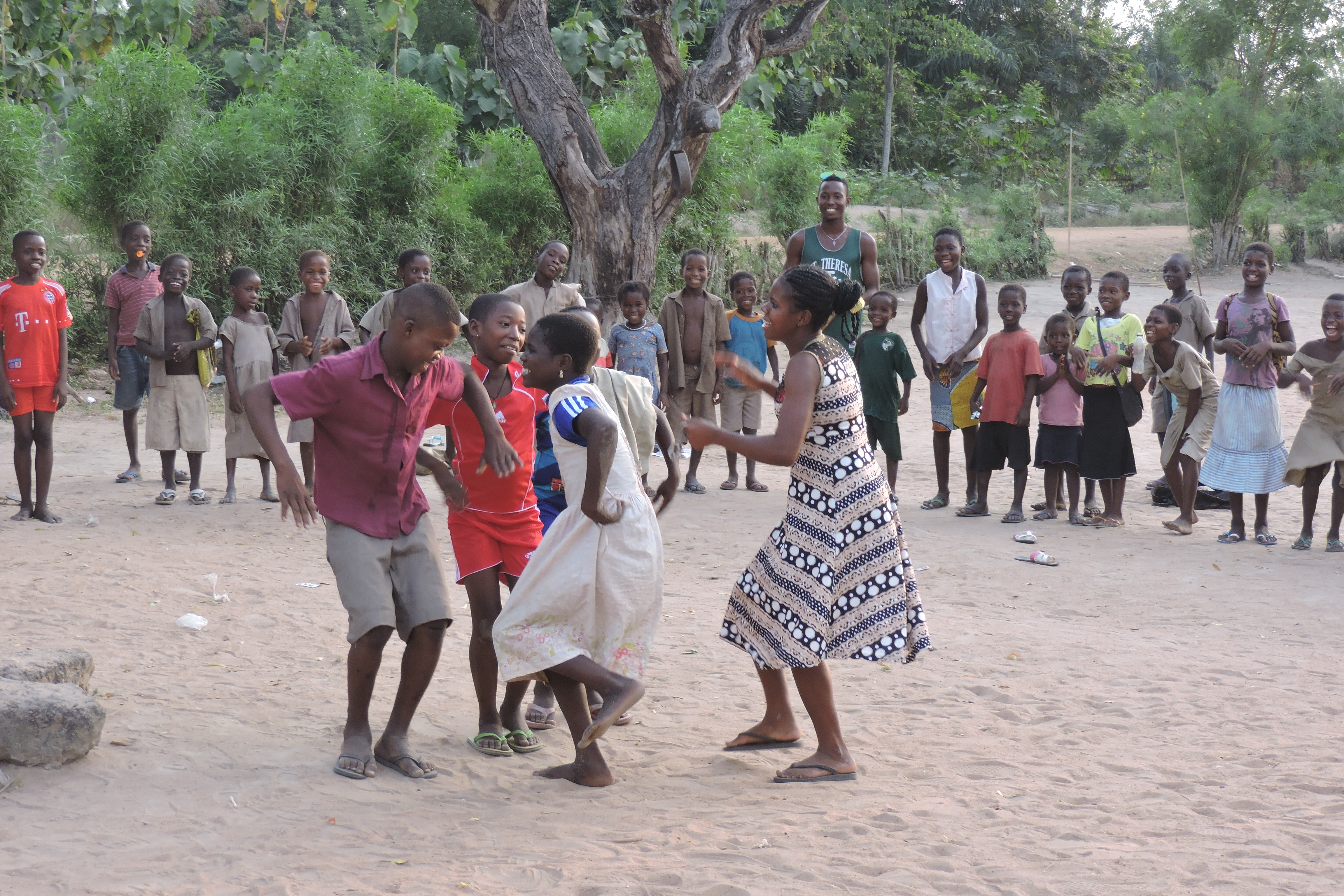